# Francesco Bodratto
Francesco Bodratto bzw. Bodrato SDB (* 18. Oktober 1823 in Mornese; † 4. August 1880 in Buenos Aires) war ein italienischer Lehrer, Ordenspriester und Missionar in Argentinien.

## Leben
Bodratto hatte zunächst eine Familie mit zwei Kindern und war Einzelhändler. Nachdem seine Ehefrau verstorben war, lernte er Don Domenico Pestarino kennen, der ihm empfahl, den Einzelhandel aufzugeben und seine Studien als Grundschullehrer zu beenden. Nachdem er Don Bosco kennengelernt hatte, verließ er 1864 sein Dorf, um als Lehrer nach Valdocco zu gehen. Dort entschied er sich auch, Salesianer Don Boscos zu werden. Er gründete verschiedene Oratorien und Einrichtungen der Berufsbildung und -ausbildung in Europa.
Nachdem er als Spätberufener 1869 die Priesterweihe empfangen hatte, machte ihn Don Bosco zum Generalökonom der Kongregation. Er führte schließlich vom 7. November 1876 an die zweite missionarische Expedition mit 22 Salesianern Don Boscos nach Buenos Aires. Er löste dort Giovanni Cagliero ab, der 1877 nach Italien zurückkehrte und erst 1884 als Apostolischer Vikar für Patagonien zurückkehrte. Bodratto wurde zunächst Seelsorger für die italienischen Auswanderer in der Pfarrei Della Misericordia und Direktor des Ospizio San Vicente. 1877 übernahm er die Pfarrei San Giovanni Evangelista in Boca. 1878 gründete er in Almagro eine Berufsschule Collegio Pio IX für handwerkliche Berufe, deren Direktor er selbst wurde. Im selben Jahr wurde er zum ersten Provinzial der Amerikanischen Provinz seiner Ordensgemeinschaft und betreute die Pfarrei San Carlo, in der auch beerdigt wurde.
Seine 1988 herausgegebenen Briefe, von denen ein Großteil zwischen 1876 und 1880 geschrieben wurden, geben einen guten Eindruck in das Leben eines Missionars in Argentinien.

## Werke
- Epistolario (1853–1880). Rom 1988.